# استیون میتن
استیون میتن (انگلیسی: Steven Mithen؛ زادهٔ (۱۶ اکتبر ۱۹۶۰) دانشمند در زمینه باستان‌شناسی و استاد دانشگاه ریدینگ اهل بریتانیا است. او تعدادی کتاب نوشته‌است، از جمله نئاندرتال‌های آوازخوان و ذهن ماقبل تاریخ: ریشه‌های شناختی هنر، دین و علم.
وی همچنین برندهٔ جوایزی همچون عضو آکادمی بریتانیا شده‌است.